# 4374 Tadamori
4374 Tadamori (1987 BJ) là một tiểu hành tinh vành đai chính được phát hiện ngày 31 tháng 1 năm 1987 bởi Kenzo Suzuki và Takeshi Urata ở Toyota.